# Football Club Châtel-Saint-Denis
 (juillet 2016).
Si vous disposez d'ouvrages ou d'articles de référence ou si vous connaissez des sites web de qualité traitant du thème abordé ici, merci de compléter l'article en donnant les références utiles à sa vérifiabilité et en les liant à la section « Notes et références ».
Le FC Châtel-Saint-Denis est un club de football de la ville de Châtel-Saint-Denis, dans le canton de Fribourg, en Suisse.
Il évolue en 2e ligue (5e division).

## Parcours
- 1991-1992 : Ligue nationale B
- 1992-1993 : Ligue nationale B
- 1993-1994 : 1re ligue (3e division suisse)